# John Pyke Hullah
John Pyke Hullah (ur. 27 czerwca 1812 w Worcesterze, zm. 21 lutego 1884 w Londynie) – brytyjski kompozytor, organista i pisarz muzyczny.

## Życiorys
Uczył się gry na fortepianie i kompozycji u Williama Horsleya. W 1833 roku podjął studia wokalne u Domenica Crivellego w Royal Academy of Music w Londynie. Kompozycją zajmował się tylko na początku swojej kariery i był w tej dziedzinie w dużej mierze samoukiem. W 1836 roku wystawił w Londynie operę The Village Coquettes do libretta według tekstu Charlesa Dickensa. Później napisał jeszcze dwie opery, The Barbes of Bassora (1837) i The Output (1838). 
Od 1837 roku pełnił funkcję organisty w Croydon Church. W tym czasie zainteresował się stworzonym we Francji przez Louisa Bocquillona Wilhema system nauczania śpiewu i zajął się jego propagowaniem w Anglii. W 1841 roku jego staraniem utworzono szkołę śpiewu dla nauczycieli w londyńskim Exeter Hall. Od 1844 do 1874 roku wykładał ponadto w londyńskim King’s College. Metoda nauczania Wilhelma-Hullaha zdobyła sobie dużą popularność, choć jednocześnie miała także swoich zadeklarowanych krytyków. Wykształciło się na niej przeszło 25 tysięcy nauczycieli muzyki. Z czasem została wyparta przez system Tonic sol-fa.
W latach 1870–1873 dyrygował koncertami studenckimi w Royal Academy of Music. W 1872 roku został powołany na stanowisko rządowego inspektora do spraw muzyki. W 1876 roku otrzymał doktorat honoris causa Uniwersytetu Edynburskiego. Był także honorowym członkiem Instituto Musicale we Florencji i Akademii Muzycznej św. Cecylii w Rzymie. Komponował pieśni, wydał także kilka zbiorów utworów wokalnych.
W 1886 roku ukazała się biografia pt. A Life of John Hullah, napisana przez jego żonę.

## Prace
(na podstawie materiałów źródłowych)
- Wilhem’s Method of Teaching Singing Adapted to English Use (Londyn 1841)
- Grammar of Vocal Music (Londyn 1843)
- The Duty and Advantage of Learning to Sing (Londyn 1846)
- A Grammar Musical Harmony (Londyn 1852, 2. wyd. 1872)
- The History of Modern Music (Londyn 1862, 2. wyd. 1875)
- A Grammar of Counterpoint (Londyn 1864)
- Course of Lectures on the Third or Transition Period of Musical History (Londyn 1865, 2. wyd. 1876)
- The Cultivation of the Speaking Voice (Londyn 1870)
- Time and Tune in the Elementary Scholl (Londyn 1874, 2. wyd. 1875, 3. wyd. pt. Hullah’s Method of Teaching Singing 1880)
- Music in the House (Londyn 1877)